# Natação no Campeonato Mundial de Esportes Aquáticos de 2023 - 200 m medley feminino

A disputa na modalidade 200 metros medley feminino de Natação no Campeonato Mundial de Esportes Aquáticos de 2023 fora realizada nos dias 23 e 24 de julho de 2023 na Marine Messe Fukuoka em Fukuoka, no Japão. Ao todo, 34 atletas de 28 Comitês Olímpicos Nacionais participaram do evento.

## Formato da competição
A competição consiste em três rodadas: eliminatórias, semifinais e final. As nadadoras com os 16 melhores tempos nas baterias preliminares avançam as semifinais. Por sua vez, as com os 8 melhores tempos nas semifinais avançam a final. Desempates (swim-offs) são utilizados conforme necessário para quebrar os empates de avanço a próxima rodada.

## Calendário
Todos os horários estão na Hora legal japonesa (UTC+9).
| Data                | Horário | Fase          |
| ------------------- | ------- | ------------- |
| 22 de julho de 2023 | 10:32   | Eliminatórias |
| 23 de julho de 2023 | 21:01   | Semifinais    |
| 24 de julho de 2023 | 21:23   | Final         |

## Recordes
Antes desta competição, os recordes mundiais e do campeonato nesta prova eram os seguintes:
| Tipo                  | Atleta         | Tempo     | Local | Data                |
| --------------------- | -------------- | --------- | ----- | ------------------- |
|                       | Katinka Hosszú | 2m 06s 12 | Cazã  | 3 de agosto de 2015 |
| Recorde do campeonato | Katinka Hosszú | 2m 06s 12 | Cazã  | 3 de agosto de 2015 |

## Medalhistas
| Ouro                           | Prata                            | Bronze            |
| Kate Douglass · Estados Unidos | Alexandra Walsh · Estados Unidos | Yu Yiting · China |

## Resultados

### Eliminatórias
As eliminatórias foram realizadas no dia 22 de julho com início às 10:32.
| Pos. | Bateria | Raia | Nadadora              | CON            | Tempo   | Notas            |
| ---- | ------- | ---- | --------------------- | -------------- | ------- | ---------------- |
| 1    | 4       | 4    | Kate Douglass         | Estados Unidos | 2:09.17 | Q                |
| 2    | 2       | 4    | Kaylee McKeown        | Austrália      | 2:09.50 | Q                |
| 3    | 2       | 3    | Mary-Sophie Harvey    | Canadá         | 2:09.65 | Q                |
| 4    | 3       | 4    | Alexandra Walsh       | Estados Unidos | 2:09.65 | Q                |
| 5    | 4       | 5    | Yu Yiting             | China          | 2:09.66 | Q                |
| 6    | 4       | 3    | Jenna Forrester       | Austrália      | 2:09.79 | Q                |
| 7    | 2       | 6    | Ye Shiwen             | China          | 2:09.81 | Q                |
| 8    | 4       | 6    | Sara Franceschi       | Itália         | 2:10.68 | Q                |
| 9    | 2       | 2    | Yui Ohashi            | Japão          | 2:10.80 | Q                |
| 10   | 2       | 5    | Anastasia Gorbenko    | Israel         | 2:10.88 | Q                |
| 11   | 4       | 7    | Rebecca Meder         | África do Sul  | 2:10.95 | Q,               |
| 12   | 3       | 3    | Katie Shanahan        | Reino Unido    | 2:11.26 | Q                |
| 13   | 3       | 5    | Marrit Steenbergen    | Países Baixos  | 2:11.31 | Q                |
| 14   | 3       | 6    | Kim Seo-yeong         | Coreia do Sul  | 2:11.50 | Q                |
| 15   | 3       | 2    | Mio Narita            | Japão          | 2:11.69 | Q                |
| 16   | 4       | 8    | Ellen Walshe          | Irlanda        | 2:12.83 | Q                |
| 17   | 2       | 7    | Fantine Lesaffre      | França         | 2:13.28 |                  |
| 18   | 4       | 2    | Charlotte Bonnet      | França         | 2:13.28 |                  |
| 19   | 3       | 7    | Dalma Sebestyén       | Hungria        | 2:13.32 |                  |
| 20   | 3       | 8    | Kristen Romano        | Porto Rico     | 2:13.94 |                  |
| 21   | 4       | 1    | Lea Polonsky          | Israel         | 2:14.05 |                  |
| 22   | 3       | 1    | Emma Carrasco         | Espanha        | 2:15.11 |                  |
| 23   | 1       | 4    | Ieva Maļuka           | Letônia        | 2:15.33 | Recorde nacional |
| 24   | 2       | 8    | Tamara Potocká        | Eslováquia     | 2:15.41 |                  |
| 25   | 2       | 1    | Bruna Monteiro        | Brasil         | 2:15.65 |                  |
| 26   | 4       | 0    | Letitia Sim           | Singapura      | 2:17.20 |                  |
| 27   | 2       | 0    | Stefania Gomez        | Colômbia       | 2:17.21 |                  |
| 28   | 2       | 9    | McKenna DeBever       | Peru           | 2:17.33 |                  |
| 29   | 3       | 0    | Florencia Perotti     | Argentina      | 2:17.73 |                  |
| 30   | 4       | 9    | Kamonchanok Kwanmuang | Tailândia      | 2:18.02 |                  |
| 31   | 1       | 3    | Alondra Ortiz         | Costa Rica     | 2:19.91 |                  |
| 32   | 3       | 9    | Chloe Cheng           | Hong Kong      | 2:21.25 |                  |
| 33   | 1       | 5    | Nicole Frank          | Uruguai        | 2:21.89 |                  |
| 34   | 1       | 6    | Zaylie Thompson       | Bahamas        | 2:25.36 |                  |

### Semifinais
As semifinais serão realizadas no dia 23 de julho com início às 21:01.
| Pos.           | Bateria     | Raia | Nadadora           | CON            | Tempo   | Notas |
| -------------- | ----------- | ---- | ------------------ | -------------- | ------- | ----- |
| 1              | 1           | 5    | Alexandra Walsh    | Estados Unidos | 2:08.27 | Q     |
| 2              | 2           | 3    | Yu Yiting          | China          | 2:09.04 | Q     |
| 3              | 2           | 1    | Marrit Steenbergen | Países Baixos  | 2:09.30 | Q     |
| 4              | 1           | 3    | Jenna Forrester    | Austrália      | 2:10.03 | Q     |
| 5              | 2           | 2    | Yui Ohashi         | Japão          | 2:10.32 | Q     |
| 6              | 2           | 4    | Kate Douglass      | Estados Unidos | 2:10.38 | Q     |
| 7              | 2           | 6    | Ye Shiwen          | China          | 2:10.57 | Q     |
| 8              | 1           | 2    | Anastasia Gorbenko | Israel         | 2:10.62 | Q     |
| 9              | 1           | 8    | Ellen Walshe       | Irlanda        | 2:10.92 |       |
| 10             | 2           | 7    | Rebecca Meder      | África do Sul  | 2:11.16 |       |
| 11             | 2           | 5    | Mary-Sophie Harvey | Canadá         | 2:11.47 |       |
| 12             | 2           | 8    | Mio Narita         | Japão          | 2:12.24 |       |
| 13             | 1           | 1    | Kim Seo-yeong      | Coreia do Sul  | 2:12.91 |       |
|                |             |      | Sara Franceschi    | Itália         | DSQ     | DSQ   |
| Kaylee McKeown | Austrália   |      |                    |                | DSQ     | DSQ   |
| Katie Shanahan | Reino Unido |      |                    |                | DSQ     | DSQ   |

### Final
A final será realizada no dia 24 de julho às 21:23.
| Pos.              | Raia | Nadadora           | CON            | Tempo   | Notas |
| ----------------- | ---- | ------------------ | -------------- | ------- | ----- |
| Medalha de ouro   | 7    | Kate Douglass      | Estados Unidos | 2:07.17 |       |
| Medalha de prata  | 4    | Alexandra Walsh    | Estados Unidos | 2:07.97 |       |
| Medalha de bronze | 5    | Yu Yiting          | China          | 2:08.74 |       |
|                   | 6    | Jenna Forrester    | Austrália      | 2:08.98 |       |
|                   | 8    | Anastasia Gorbenko | Israel         | 2:10.08 |       |
|                   | 2    | Yui Ohashi         | Japão          | 2:11.27 |       |
|                   | 3    | Marrit Steenbergen | Países Baixos  | 2:11.89 |       |
|                   | 1    | Ye Shiwen          | China          | 2:14.27 |       |

Legenda
| Recorde mundial       | Recorde mundial (World record)               |                       | Recorde africano                      | Recorde africano (African) |                                           | Q | Classificado por posição (Qualified) |
| Recorde do campeonato | Recorde do campeonato (Championship record)  | Recorde da América    | Recorde da América (Americas)         | q                          | Classificado por melhor tempo (Qualified) |   |                                      |
| Melhor marca do ano   | Melhor marca do ano (World leading)          | Recorde asiático      | Recorde asiático (Asian)              | DNS                        | Não largou (Did not start)                |   |                                      |
| Recorde nacional      | Recorde nacional (National record)           | Recorde europeu       | Recorde europeu (European)            | DNF                        | Não terminou (Did not finish)             |   |                                      |
| Recorde pessoal       | Recorde pessoal do atleta (Personal best)    | Recorde da Oceania    | Recorde da Oceania (Oceania)          | DSQ / DQ                   | Desclassificado (Disqualified)            |   |                                      |
| Recorde da temporada  | Recorde da temporada do atleta (Season best) | Recorde sul-americano | Recorde sul-americano (South America) | NM                         | Sem marca (No mark)                       |   |                                      |